# .hu
.hu – domena internetowa przypisana do Węgier. Została utworzona 7 listopada 1990. Zarządza nią Council of Hungarian Internet Providers (CHIP, Rada Węgierskich Dostawców Internetowych).
Domeny .hu mogą być rejestrowane przez obywateli krajów Unii Europejskiej, EEA, EFTA oraz krajów sąsiadujących z Węgrami, a także firmy i organizacje oficjalnie zarejestrowane na obszarze wymienionych krajów.